# ایشمورزینو
ایشمورزینو (به لاتین: Ishmurzino) یک منطقهٔ مسکونی در روسیه است که در باشقیرستان واقع شده‌است.